# Conceição da Barra de Minas
Conceição da Barra de Minas este un oraș în unitatea federativă Minas Gerais (MG), Brazilia.